# Káosz amigos
A Káosz amigos a Quimby 2002-ben megjelent stúdióalbuma. Az albumon Molnár Tamás szaxofonjátéka helyett Kárpáti József trombitáját hallhatjuk. Az album a Quimby hetedik munkája.

## Számlista
1. Zéró dal
2. Hoppá
3. Egónia
4. Fekete Lamoure
5. Szellő
6. Búcsú az univerzumtól
7. Káosz amigos
8. Fm 66.6
9. Csillagbölcsi
10. A vascsöves